# زنبقیان کروکویدئا
زنبقیان کروکویدئا(نام علمی: Crocoideae) نام یک زیرخانواده از تیره زنبقیان است.